# المهرجان الوطني للفلم بطنجة
المهرجان الوطني للفيلم بطنجة هو مهرجان سينمائي للأفلام الطويلة والأفلام القصيرة بالمغرب، ظهر سنة 1982 و ينظم من قبل المركز السينمائي المغربي.

## روابط خارجية
- الموقع الرسمي